# PixelJunk Eden
『PixelJunk Eden』（ピクセルジャンク エデン）は、 2008年7月31日に配信されたPlayStation 3用ソフトであり、『PixelJunk』シリーズ第3弾にあたる。
成長と枯死を繰り返す植物の世界「ガーデン」を舞台としたワイヤーアクションゲームであり、植物の育成をステージ攻略に絡めたシステムを特徴としている。マルチプレイではプレイヤーごとに成績を評価してくれるため、目的はステージ突破だが多少対戦要素もある。

## リリース
2009年4月16日に拡張パック『PixelJunk Eden Encore』の配信が開始された。また、2012年2月2日にはSteamへの移植版も配信された。このほかにもスマートフォン向けタイトルとして『Eden Obscura』がある。
2020年12月10日には、Nintendo Switch用ソフト『PixelJunk Eden 2』が発売された。

## ルール
同作の舞台であるエデンは複数のガーデンが集まって構成されており、成長と枯死を繰り返す植物が生い茂っており、プレイヤーは「オシレーター」という機械を使ってガーデンに入る。
プレイヤーキャラクターは「グリンプス」と呼ばれる存在であり、ジャンプとシルク（ワイヤー）の射出を用いて、ガーデン内に散らばった「スペクトラ」という宝物を回収するのが目的である。
プレイヤーは、敵キャラクターの一種である「ポレン・プローラ」に体当たりかシルクで攻撃し、ポレンを出す。出てきたポレンをキャッチすると、近くのプラントシードに吸収される。満タンになったシードに触れるとプラント（草花状の足場）が出来る。これを繰り返し、行動範囲を広げスペクトラを探していき、規定数のスペクトラを回収することでゲームクリアとなる。なお、プレイごとにクリアに必要なスペクトラはプレーごとに増えていき、最終的には5つのスペクトラを探すことにある。また、ゲーム内には制限時間が設けられており、ガーデン内には延長用のアイテムも存在する。
画面左下にはオシレーターの残量が表示されており、全て無くなると失敗してエデンに戻されてしまう。オシレーターはステージに散らばるクリスタルをとることで回復する。（小さいものは1目盛分、大きいものは半分、スペクトラをとると全回復する。）
なお、プレイヤーキャラクターは1P、2P、3Pごとにフォノ、パナ、オキアリという個人名がつけられているが、肉眼では判別不可能なほど身体が小さい。
また、「ポレン・プローラ」以外の敵も存在しており、これらの敵から攻撃を受けるとプレイヤー側のオシレーターの残量が減ってしまう。

## アクション
ジャンプ
普通のジャンプ。すぐボタンを離すことでシルク無しのジャンプが出来る。
グリップ
地面かプラントに着くと自動的にグリップする。いわゆる普通の移動はできないためジャンプして移動することとなる。なお、スピン中はグリップはせず、プラントの場合貫通する。
スイング
ボタンを離さずにスイングするとシルクにつながれた状態になる。その状態で回ることもできる。シルクに接した敵も倒すことができ、ポレンの回収もできるが、長い時間やるとシルクが切れてしまう。また、シルクが効かない敵やシルクを切ってしまう敵もいる。
スピン
対空中にボタンを押すとスピンする。プラントを貫通するほか、スピンでしか倒せない敵もいる。
アタック
ジャンプ中にワイヤレスコントローラーを縦に振ると垂直方向に急降下する、これで倒した敵はポレンが散らばりにくい。

## 開発
カスバートは次回作をアート色の強い作品にしたいと考え、知人を通じて知り合ったフリーランスのアーティスト・Baiyonに接触する。
一方、Baiyouも芸術や音楽、さらには漫画連載といった様々な分野で活動する中で、CDの売り上げ低迷といった世相を見て、アートとサウンドを体験として一緒に届ける方法を模索する中で、コンピュータゲームという媒体にたどり着いた。コンピュータゲームはBaiyouにとって音楽やデザインのインスピレーションとして近しい存在だったものの、当時はゲームエンジンが一般的ではなかったこともあり、ゲーム制作においては素人だった。カスバートとの出会いにより、Baiyouは『PixelJunk Eden』の開発に参加した。
Baiyouが「Game Watch」とのインタビューの中で語ったところによると、全体の大まかな流れや世界観は存在しているものの、次回作で初めて明かされる謎はないという。インタビューに同席していた富永も、カジュアルゲームは周回する性質上、リニアなストーリーはあまり考えてなかったと話している。
最初プレイヤーキャラクターはただの丸で表現されており、一時はそれを採用する予定だったが、Baiyouによって却下された。その後、別のデザインが考案されたが、コンピュータゲームのキャラクターとして動かすには難があったため、より丸みを持たせたデザインに変更された。
「Game Watch」の豊臣和孝はBaiyouらへのインタビューの中で、これら3人のキャラクターがあまりにも小さかっため「とんがり帽子をかぶったステレオタイプな魔法使い」と誤認していたことを示唆している。彼らはキャラクター類型に沿った造形であり、Baiyouは前述のインタビューの中で「主人公の男がいるんやったら、微妙な関係の女の子がいて、当然オタクのメガネがふたりにとっては邪魔やけど一緒に冒険している、みたいな。」と説明している。このうちオキアリというキャラクターの名前はイタリア語で眼鏡を意味しており、Baiyouによると『MOTHER』のジェフに相当するという。また、Baiyouはマルチプレイ導入に際しても全部同じプレイヤーキャラクターは嫌だと前述のインタビューの中で話しており、人間関係のようなものを入れないと冒険しているように見えないことが理由だという。とはいえ、キャラクターの見分けがつきにくいほど小さいため、インタビューアーの豊臣からせめてアップにして感謝の言葉を述べることを提言された際、Baiyouはなぜそういうことをするのかをしっかり考える必要があるということでこの案も採用しないと話している。
一方、カラリングについては、デザイナーが仮のカラリングを行った後、Baiyouが置き換えるという手法が用いられた。東京国際工科専門職大学の専任講師・藤田至一が
CG専門誌「CGWORLD」とのインタビューの中で語ったところによると、コンピュータゲームのアートにおいてはRGBが主流だった一方、Baiyouは印刷物でよく用いられるCMYKでしか色指定ができないため、衝突も絶えなかった分、今までにない色使いのゲームができたという。
『PixelJunk Eden』のアレンジ移植である『Eden Obscura』は、『PixelJunk』シリーズとしては初のスマートフォン向けタイトルでもある。『PixelJunk Eden』を長く遊ぶファンがいることを知っていたBaiyonは、カスバートとともにスマートフォンへの展開を検討し、開発を行ったと「BitSummit Volume 6」で行われたセッションの中で話しており、以前から興味のあった「スマートフォンのカメラを用いたリアルタイムビジュアル生成」を導入したという。
『PixelJunk Eden 2』は、『Eden Obscura』の開発がひと段落したタイミングで、以前から要望が多かった家庭用ゲーム機向け新作として開発された。また、幅広い年齢層に触れてほしいという理由から、プラットフォームにはNintendo Switchが選ばれた。『2』に登場するグリンプは基本的に『Eden Obscura』に登場したものをもとにしている。一方、グリンプアビリティはSwitch向けに調整されており、初出作品と異なる挙動を見せるものもある。

## 反響
本作は、第12回文化庁メディア芸術祭の審査委員会推薦作品として出展された。
また、キュー・ゲームス2013年に実施したSteam版のホリデーセールでは、同バージョンの売り上げが2倍に増えたという。

### 評価
レビュー収集サイト Metacriticにおいて、『PixelJunk Eden』および 拡張パック『PixelJunk Eden Encore』 はどちらのバージョンも好評を得たという。PS3版においては、全体的なゲームプレイやカラフルなグラフィックに多くの評価が寄せられた 。単純な操作を通じてゲーム内の物理放送句を学ぶことにより、「ガーデン」を横断しやすくなるといわれている。ニュースサイト「1UP.com」が「完全に理解したければ遊ぶしかない」( "you have to play it in order to fully appreciate it")と示すように、このゲームの遊んだ感触について言葉に表せないとする批評家もいた。

一方、複数の批評家からはいくつかの指摘が上がっており、うち一つは同調メーターのカウントダウンタイマーが余計であり、それさえなければリラックスして遊べたのにというものだったGameSpotは、このタイマー機能について「息が詰まるようだ」とか「悪夢のよう」、「きつい」と表現している一方、「1UP.com 」はしつこいと指摘している 。
もう一つの指摘は、すべてのスペクトラを集めるために5回ガーデンを訪れる必要があり、冗長になっていくというものである。